# Zuazo de San Millán
Pour les articles homonymes, voir Millan et Zuhatzu.
Zuazo de San Millán en espagnol ou Zuhatzu Donemiliaga en basque est une commune ou une contrée appartenant à la municipalité de San Millán-Donemiliaga dans la province d'Alava, située dans la Communauté autonome basque en Espagne.